# Bezirk Soignies
Der Bezirk Soignies (französisch arrondissement administratif de Soignies) ist einer von sieben Verwaltungsbezirken in der belgischen Provinz Hennegau. Er umfasst eine Fläche von 354,92 km² mit 108.487 Einwohnern (Stand: 1. Januar 2024) in sechs Gemeinden.

## Gemeinden im Bezirk Soignies
| Gemeinde        | Einwohner 1. Januar 2024 | Fläche km² | Dichte Einw./km² | NIS- Code | Postleitzahl |
| --------------- | ------------------------ | ---------- | ---------------- | --------- | ------------ |
| Braine-le-Comte | 23.443                   | 84,68      | 277              | 55004     | 7090         |
| Ecaussinnes     | 11.572                   | 34,77      | 333              | 55050     | 7190–7191    |
| Le Roeulx       | 8.708                    | 42,80      | 203              | 55035     | 7070         |
| Manage          | 24.108                   | 19,33      | 1.247            | 55086     | 7170         |
| Seneffe         | 11.624                   | 63,04      | 184              | 55085     | 7180–7181    |
| Soignies        | 29.032                   | 110,30     | 263              | 55040     | 7060–7063    |
| Bezirk Soignies | 108.487                  | 354,92     | 306              | 55000     | –            |